# 德國國防軍陸軍第356步兵師
德國國防軍陸軍第356步兵師（德語：356. Infanterie-Division）是納粹德國國防軍陸軍的一個步兵師。該師於1943年5月組建。
該師組建後，在法國駐紮，1943年11月調往意大利，此後一直在當地作戰。
該師於1945年1月調至東線作戰。
該師最後於1945年5月在維也納新城向美軍投降。

## 註腳
1. ↑  Mitcham（2007年）